# (10636) 1998 QK56
1998 كيو كي 56 (ويعرف أيضًا باسم (10636) 1998 كيو كي 56 وفق تسمية الكوكب الصغير) (بالإنجليزية: 1998 QK56)‏ هو كويكب ضمن حزام الكويكبات؛ وترتيبه 10636 من حيث الاكتشاف.
اكتُشف هذا الجُرم الفلكي بواسطة بحث لنكولن عن الكويكبات القريبة من الأرض في 28 أغسطس 1998.

## وصلات خارجية
- (10636) 1998 QK56 في قاعدة بيانات مختبر الدفع النفاث لأجرام النظام الشمسي الصغيرة

- الاكتشاف · مخطط المدار ·  العناصر المدارية · المعلمات المادية

- (10636) 1998 QK56 على موقع ويكي سكاي: DSS2, SDSS, GALEX, IRAS, Hydrogen α, X-Ray, Astrophoto, Sky Map, Articles and images